# Ronnie Whelan
Ronald Andrew "Ronnie" Whelan (Dublin, 25 de setembro de 1961) é um ex-futebolista e treinador de futebol da Irlanda.

## Carreira
Como jogador, Whelan era meio-campista. Seu pai, também chamado Ronnie, chegou a atuar pela Seleção Irlandesa, enquanto seu irmão, Paul, defendeu Bohemian e Shamrock Rovers.
Iniciou a carreira em 1977, no Home Farm. Suas atuações na equipe chamaram a atenção de Bob Paisley, técnico do Liverpool, que o contratou em 1981 e seria nos Reds que o meio-campista obteve maior destaque: em 13 temporadas (1981-94), defendeu o Liverpool em 362 partidas e marcou 46 gols.
Parou de jogar em 1996, quando era jogador e técnico do Southend United. Já aposentado, treinou ainda Panionios, Olympiakos Nicósia e Apollon Limassol.

## Seleção
Antes de jogar pela seleção principal da Irlanda, Whelan defendeu as equipes sub-21 e B, além de um combinado da Liga, em 1979.
Esteve presente nas três competições que o selecionado, então comandado pelo inglês Jack Charlton, disputou (Eurocopa de 1988 e Copas de 1990 e 1994). Aposentou-se da equipe em 1995, com 53 jogos e três gols marcados.